# Georgina Campbell
Georgina Campbell (ur. 12 czerwca 1992 w Maidstone) – angielska aktorka, która wystąpiła m.in. w serialu Krypton.

## Filmografia

### Film
| Rok  | Tytuł                             | Rola          | Uwagi |
| ---- | --------------------------------- | ------------- | ----- |
| 2017 | The Ministry of Stories Anthology | Medusa        |       |
| 2017 | Król Artur: Legenda miecza        | Kay           |       |
| 2021 | All My Friends Hate Me            | Fig           |       |
| 2021 | Wildcat                           | Khadija Young |       |
| 2022 | Barbarzyńcy                       | Tess          |       |
| 2023 | Lovely, Dark, and Deep            | Lennon        |       |
| 2023 | Nie otwieraj oczu: Barcelona      | Claire        |       |
| 2023 | T.I.M.                            | Abi           |       |

### Telewizja
| Rok       | Tytuł                            | Rola                  | Uwagi                    |
| --------- | -------------------------------- | --------------------- | ------------------------ |
| 2009      | Freak                            | Lucy                  | gł. obsada; 16 odc.      |
| 2010      | Na sygnale                       | Amy                   | 1 odc.                   |
| 2010      | Cięcie                           | Kelly                 | 2 odc.                   |
| 2011–2012 | Sadie J                          | Whitney Landon        | 6 odc.                   |
| 2012      | Doctors                          | Abby Hellier          | 1 odc.                   |
| 2012      | One Night                        | Rochelle              | miniserial               |
| 2012      | Szpital Holby City               | Gabby Greendale       | 1 odc.                   |
| 2013      | Śmierć pod palmami               | Therese               | 1 odc.                   |
| 2013      | The Ice Cream Girls              | młoda Serena Gorringe | miniserial               |
| 2014      | The Dumping Ground               | Jen                   | 1 odc.                   |
| 2014      | Murdered by My Boyfriend         | Ashley Jones          | film TV                  |
| 2015      | Arka Noego                       | Aris                  | film TV                  |
| 2015      | Ja cię, bracie!                  | Katherine             | 1 odc.                   |
| 2015      | After Hours                      | Jasmine               | 6 odc.                   |
| 2015      | Tripped                          | Kate                  | miniserial               |
| 2016      | One Of Us                        | Anna                  | miniserial               |
| 2016      | Flowers                          | Abigail               | 6 odc.                   |
| 2017      | Broadchurch                      | Katie Harford         | 8 odc.                   |
| 2017      | Czarne lustro                    | Amy                   | odc. „Hang the DJ”       |
| 2017      | Philip K. Dick’s Electric Dreams | Barbara               | odc. „Impossible Planet” |
| 2018-2019 | Krypton                          | Lyta Zod              | gł. obsada               |
| 2019      | Cake                             | Paige                 | 1 odc.                   |
| 2019      | Mroczne materie                  | Adele Starminster     | 1 odc.                   |
| 2019      | Oh Jerome, No                    | Paige                 | miniserial, 2 odc.       |
| 2020      | The Pale Horse                   | Delphine Easterbrook  | miniserial, 2 odc.       |
| 2021      | Soulmates                        | Miranda               | 1 odc.                   |
| 2022      | W cieniu podejrzeń               | Natalie Thompson      | gł. obsada               |